# Empectida tonkinensis
Empectida tonkinensis är en skalbaggsart som beskrevs av Moser 1914. Empectida tonkinensis ingår i släktet Empectida och familjen Melolonthidae. Inga underarter finns listade i Catalogue of Life.